# Ruairi Macruarie

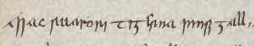
Manuskript aus dem 17. Jahrhundert mit dem Namen Ruairis

Ruairi Macruarie (auch Roderick oder Ruairi Macruairi) († unsicher: 14. Oktober 1318 in Faughart) war ein schottischer Adliger.

## Herkunft
Ruairi entstammte der Familie Macruarie. Er war ein unehelicher Sohn von Alan of Garmoran, dem Lord von Garmoran, einer Herrschaft im Nordwesten Schottlands, zu der auch einige Inseln der Hebriden gehörten.

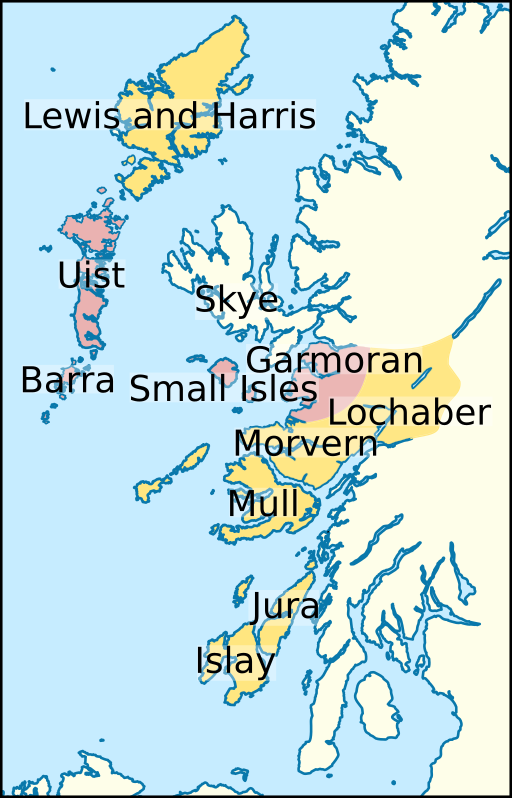
Die westschottischen Inseln im 14. Jahrhundert. Rot die Besitzungen der Macruaries.

## Aufstieg vom Krieger zum Baron
Nach dem Tod seines Vaters nach 1286 hatte seine Schwester Christina als eheliches Kind die Besitzungen ihres Vaters geerbt. Während des Schottischen Unabhängigkeitskriegs war es aber in Nordschottland zu zerstörerischen Kämpfen unter den rivalisierenden Adelsfamilien gekommen, an denen Ruairi und sein Bruder Lachlan wesentlich beteiligt waren. Zusammen mit Lachlan überfiel er 1296 Besitzungen ihres Rivalen, des Earl of Ross, der während des Kriegs in englische Gefangenschaft geraten war. In den nächsten Jahren war Lachlan die führende Figur die Familie, der dabei mehrfach zwischen Engländern und Schotten die Seiten wechselte, aber sonst vor allem Überfälle und Plünderungen beging. Lachlan starb kurz nach 1306 oder zog sich zurück, worauf Ruairi seine Rolle übernahm. Als jedoch der schottische König Robert Bruce nach 1308 zunehmend die Kontrolle über Schottland gewinnen konnte, unterwarf sich auch Ruairi dessen Herrschaft. Seine Halbschwester Christina übertrug ihm Garmoran, das aus Glenelg, Knoydart, Moidart und einigen kleineren Inseln bestand. Dabei wurde vereinbart, dass der Besitz nach seinem Tod an Christinas Sohn Ruairi fallen sollte, wenn Ruairi selbst keinen Sohn als Erben hatte. Christinas Sohn musste eine Tochter von Ruairi heiraten. Ruairi wurde damit von einem Krieger, der von seinen Männern als Führer anerkannt wurde, zum Land besitzenden Baron und Vasallen der Krone. Dazu erhielt Ruairi vom König zwischen 1308 und 1310 einen Teil der Besitzungen des Rebellen Alexander Macdougall, Lord of Argyll. Ruairi nahm vermutlich am schottischen Feldzug nach Irland teil und fiel möglicherweise zusammen mit Edward Bruce 1318 in der Schlacht bei Faughart.

## Nachkommen
Ruairi hatte mindestens drei Kinder:
- Ranald Macruarie († 1346)
- Amy Macruarie ⚭ John MacDonald, Lord of the Isles
- Tochter ⚭ Ruairi, Sohn von Christina of Mar

Da er mit Ranald einen Sohn hatte, wurde dieser sein Erbe.